# 22 km (przystanek kolejowy w obwodzie lwowskim)
22 km (ukr. 22 км, ros. 22 км) – przystanek kolejowy w miejscowości Stare Sioło, w rejonie lwowskim, w obwodzie lwowskim, na Ukrainie. Leży na linii Lwów – Czerniowce.